# O sztuce miłości
O sztuce miłości (ang. The art of loving) – książka autorstwa psychologa Ericha Fromma wydana w 1956 roku, opisująca miłość w różnych jej przejawach, jako jedno z najgłębszych pragnień człowieka. 
Fromm wyróżnia m.in. miłość matczyną, która w jego rozumieniu jest najdoskonalszą, bo najbardziej altruistyczną a najmniej egoistyczną formą miłości. Opisuje też miłość erotyczną, która stanowi wynik pożądania seksualnego, oraz miłość do Boga, stanowiącą lekarstwo na samotność.